# 冬季谷物

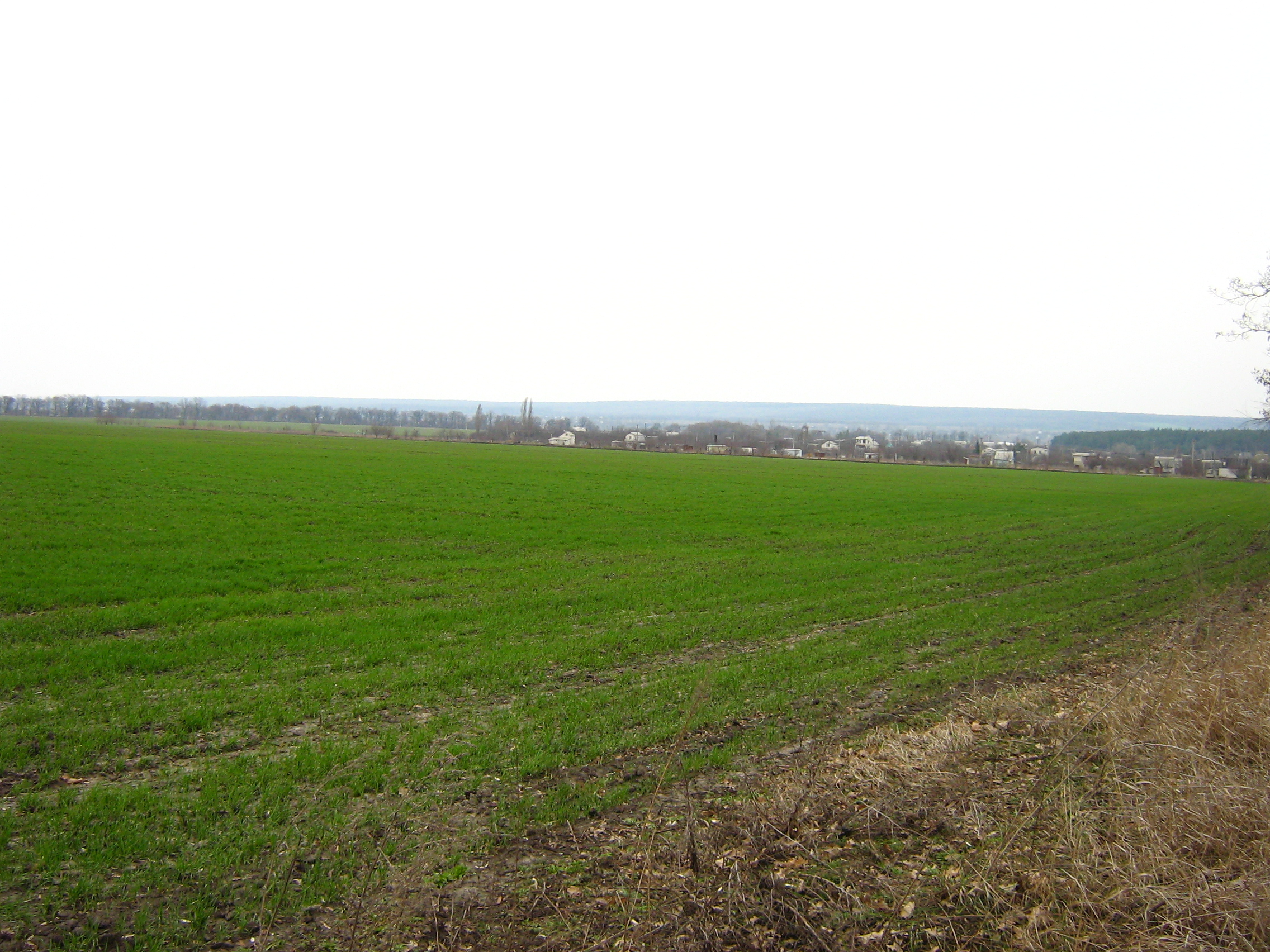
3月底的冬小麦

冬季谷物，又稱秋季谷物，是指在秋季播种的二年生谷物以及农作物。它们在冬天到来之前发芽，如果冬天足夠溫暖，冬季穀物會繼續生长，如果冬天過於寒冷，則在春天继续繼續生長。一般来说，如果有積雪的話，冬季谷物的产量比春季谷物高得多，因为它们可以從雪中汲取水分。裸麥、小麦、大麦和黑小麥都可以在秋季播種。